# Pier Giacomo Grampa
Pier Giacomo Grampa (ur. 28 października 1936 w Busto Arsizio, we Włoszech) – szwajcarski duchowny katolicki, biskup Lugano w latach 2004–2013.

## Życiorys
Święcenia kapłańskie otrzymał 6 grudnia 1959 i został inkardynowany do diecezji Lugano. Pracował przede wszystkim w Asconie, gdzie pełnił urzędy m.in. rektora Collegio Papio oraz proboszcza miejscowej parafii.
18 grudnia 2003 papież Jan Paweł II mianował go biskupem Lugano. Sakry biskupiej udzielił mu nuncjusz apostolski w Szwajcarii – arcybiskup Pier Giacomo De Nicolò.
4 listopada 2013 papież Franciszek przyjął jego rezygnację z urzędu złożoną ze względu na wiek. Jego następcą został wybrany Valerio Lazzeri.